# سيسيليا (مغنية)
سيسيليا (بالإسبانية: Cecilia)‏ هي مغنية مؤلفة ومغنية إسبانية، ولدت في 11 أكتوبر 1948 في إيل باردو ‏ في إسبانيا، وتوفيت في 2 أغسطس 1976 في Colinas de Trasmonte ‏ في إسبانيا بسبب حادث مرور.

## وصلات خارجية
- الموقع الرسمي
- سيسيليا على موقع IMDb (الإنجليزية)
- سيسيليا على موقع ميوزك برينز (الإنجليزية)
- سيسيليا على موقع أول ميوزيك (الإنجليزية)
- سيسيليا على موقع ديسكوغز (الإنجليزية)
- سيسيليا على موقع ديسكوغز (الإنجليزية)